# Canchim erugosus
Canchim erugosus är en stekelart som beskrevs av Barbalho och Penteado-dias 1999. Canchim erugosus ingår i släktet Canchim och familjen bracksteklar. Inga underarter finns listade.